# Cotton Bowl (sân vận động)
Cotton Bowl là một sân vận động ngoài trời ở Dallas, Texas, Hoa Kỳ. Được khánh thành vào năm 1930 với tên gọi "Sân vận động Fair Park", sân nằm trên địa điểm của Hội chợ bang Texas.
Cotton Bowl là địa điểm tổ chức lâu đời của trận đấu bowl sau mùa giải trong bóng bầu dục đại học hàng năm được gọi là Cotton Bowl Classic, được đặt theo tên sân vận động. Bắt đầu từ ngày đầu năm mới 1937, sân đã tổ chức 73 phiên bản đầu tiên của trận đấu, cho đến tháng 1 năm 2009; trận đấu đã được chuyển đến Sân vận động AT&T ở Arlington vào tháng 1 năm 2010. Sân vận động cũng là nơi tổ chức Red River Showdown, trận đấu bóng bầu dục đại học hàng năm giữa Oklahoma Sooners và Texas Longhorns, và First Responder Bowl.
Sân vận động là sân nhà của nhiều đội bóng bầu dục trong những năm qua, bao gồm: SMU Mustangs (NCAA), Dallas Cowboys (NFL; 1960–1971), Dallas Texans (NFL) (1952), Dallas Texans (AFL; 1960–1962), và các đội bóng đá, Dallas Tornado (NASL; 1967–1968) và FC Dallas (Dallas Burn từ năm 1996–2004, FC Dallas từ năm 2005) (Major League Soccer; 1996–2002, 2004–2005). Đây cũng là một trong chín địa điểm được sử dụng cho Giải vô địch bóng đá thế giới 1994.
Sân được biết đến với cái tên "The House That Doak Built", do lượng khán giả quá lớn mà SMU chạy theo Doak Walker đã thu hút đến sân vận động trong sự nghiệp đại học của ông vào cuối thập niên 1940.
Trong mùa giải thứ bảy của họ, Cowboys có trận đấu với Green Bay Packers cho chức vô địch NFL tại Cotton Bowl vào ngày 1 tháng 1 năm 1967. Trận đấu bowl đại học năm đó bao gồm SMU và được diễn ra vào ngày hôm trước, đêm giao thừa, đòi hỏi phải quay vòng nhanh để chuyển đổi sân. Hai trận đấu đã được lấp đầy bởi 75.504 khán giả, nhưng cả hai đội địa phương đều thu hút ít khán giả.
Cỏ nhân tạo được lắp đặt vào năm 1970 và được dỡ bỏ vào năm 1993 để chuẩn bị cho Giải vô địch bóng đá thế giới 1994. Độ cao của mặt sân là khoảng 450 foot (140 m) so với mực nước biển.

## World Cup 1994
Sân vận động Cotton Bơl được tổ chức 6 trận đấu tại World Cup 1994, bao gồm 4 trận đấu ở vòng bảng, 1 trận ở vòng 16 đội và 1 trận tứ kết.
| Ngày                | Giờ   | Đội         | Kết quả | Đội       | Vòng        | Khán giả |
| ------------------- | ----- | ----------- | ------- | --------- | ----------- | -------- |
| 17 tháng 6 năm 1994 | 18:30 | Tây Ban Nha | 2 - 2   | Hàn Quốc  | Bảng C      | 56.247   |
| 21 tháng 6 năm 1994 | 18:30 | Nigeria     | 3 - 0   | Bulgaria  | Bảng D      | 44.132   |
| 27 tháng 6 năm 1994 | 15:00 | Đức         | 3 - 2   | Hàn Quốc  | Bảng C      | 63.998   |
| 30 tháng 6 năm 1994 | 18:30 | Argentina   | 0 - 2   | Bulgaria  | Bảng D      | 63.998   |
| 3 tháng 7 năm 1994  | 12:00 | Ả Rập Xê Út | 1 - 3   | Thụy Điển | Vòng 16 đội | 60.277`  |
| 9 tháng 7 năm 1994  | 14:30 | Hà Lan      | 2 - 3   | Brasil    | Tứ kết      | 63.500   |